# Massimo Paolucci (regista)
Massimo Paolucci (Roma, 29 gennaio 1962) è un regista italiano.

## Biografia
Si avvicina al mondo del cinema grazie alla madre che lavorava nel campo della produzione.
Dopo aver lavorato al fianco di registi quali Damiano Damiani, Pasquale Squitieri, Bruno Mattei, Mario Bava e Lucio Fulci, debutta alla regia nel 2017 con Photoshock. Nel 2021 è il regista del lungometraggio thriller Medium; l'anno seguente firma la regia di Soldato sotto la luna e riceve il premio alla carriera al "Capri Hollywood". Nel 2023 dirige All in One Day e Una preghiera per Giuda.
Nel 2024 firma la regia di The Contract, con Kevin Spacey, Eric Roberts e Vincent Spano.

## Filmografia

### Regista
- Photoshock (2017)
- Medium (2021)
- Soldato sotto la luna (2022)
- All in One Day (2023)
- Una preghiera per Giuda (2023)
- The Contract (2024)

### Produttore
- E guardo il mondo da un oblò, regia di Stefano Calvagna (2007)
- L'urlo di Chen terrorizza ancora l'occidente - Dragonland, regia di Lorenzo De Luca – documentario (2008)

### Sceneggiatore
- Photoshock (2017)